# Politička stranka
Politička stranka je politička organizacija koja se udružuje s ciljem stvaranja društvenih promjena. Političke stranke obično se razlikuju po socijalnim i ekonomskim stajalištima i to na ovaj način:  krajnje lijeve, lijeve, lijevi-centar, centar, desni-centar, desne te krajnje desne. Mnoge stranke nastale su kao odgovor na društvena zbivanja kroz povijesni razvoj neke zemlje. 
Pojam političkih stranaka obuhvaća interesne političke organizacije koje u demokratskom sustavu imaju zadaću reprezentacije, konkurencije i integracije. To znači da su one predstavnici programa i interesa različitih identitetskih i klasnih skupina. U svojoj konkurentskoj ulozi omogućuju nadmetanje nositelja određenih programa, a u integracijskoj djeluju radi postizanja ravnoteže u funkcioniranju političkog sustava. Prvi put se pojavljuju u Engleskoj potkraj 17. stoljeća (s pojavom građanskog staleža), ali smisao stranačkog djelovanja dolazi tek u 19. stoljeću povećanjem broja sudionika u obnašanju vlasti (širenje izbornog prava).

## Konzervativne stranke
Konzervativne stranke predstavljaju određeni način razumijevanja čovjeka u povijesti i čovjekova djelovanja u obliku protukretanja. Temelje se na ideologiji konzervativizma kojoj su glavne karakteristike protivljenje modernizaciji i revolucijama te zagovaranje stabilnosti poretka i oslonac na tradiciju. Njihovi se programi ne zadržavaju samo na području politike nego su čak i važniji u području kulture, gdje zastupaju tradicionalističko mišljenje. To je, zapravo, ideologija kojoj je cilj očuvanje reda i mira na račun društvene jednakosti i osobnih sloboda. Danas su to najčešće desničarske stranke.

### Obilježja konzervativizma
Kako je konzervativizam nastajao kao reakcija na revolucionarna događanja, osnovna su mu obilježja:
- Poziv na ispunjenje legitimnoga postojećeg socijalnog poretka.
- Poziv na priznavanje postojećih ustanova kao poziv na prihvaćanje mudrosti prethodnih naraštaja.
- Zajednica je iznad pojedinca, a ljudska se prava i slobode izvode iz njihovih dužnosti prema uspostavljenoj hijerarhiji.

## Liberalne stranke
Liberalne stranke nastaju kao pokret građanstva protiv stalnih ograničenja življenja i neograničene vlasti vladara. Načelom napretka traži se sloboda i pravo. 
U programu tih stranaka očituje se tri sastavnice:
- Filozofsko-duhovni temelj – Ideja slobodne osobe i vjere u um i razum.
- Načela moderne demokracije – Suverenitet naroda, dioba vlasti, skup ljudskih i građanskih prava i sloboda, legitimitet.
- Gospodarski temelji – Privatno vlasništvo, slobodna konkurencija, tržišno gospodarstvo.

## Socijaldemokratske stranke
Socijaldemokratske stranke utemeljuju sastavnice političkog djelovanja produbljivanjem političke demokracije i socijalnih sadržaja. Svoje ciljeve postižu reformističkim metodama. Pojam reformizma oznaka je socijaldemokracije europskih zemalja (Njemačke, Austrije, Velike Britanije). Nastanak i razvoj socijaldemokracije najlakše se prati kroz povijest njemačkih socijaldemokratskih partija.

### Njemačka socijaldemokracija
Njemačka socijaldemokracija od 1848. godine, kada je osnovana Opća njemačka radnička udruga s čistim socijalnim programom, sadržava raspon koncepcija demokratskog socijalizma i reformizma, a završava revolucionarnim komunističkim programom (1914.)
Putem nekoliko frakcijskih ogranaka od 1914. do 1933. stvara se Nacionalistička partija s izrazitim totalitarnim programom.
Prekidom od 1933. do 1945. socijaldemokracija gubi kontinuitet, da bi se 1946. razgraničenjem socijaldemokrata i komunista postavili temelji doktrine demokratskog socijalizma. Godine 1951., ustanovljenjem socijalističke internacionale, sasvim je napušten revolucionarni marksistički koncept u korist socijaldemokracije s temeljnim vrijednostima – slobodom, ravnopravnošću i solidarnošću.

## Demokršćanske stranke
Demokršćanske stranke su utemeljene na socijalnom kršćanskom nauku, točnije na nauku Katoličke crkve od 1891. do 1991., u kojem su osnovne vrijednosti čovjek i njegovo dostojanstvo. Bazirajući se na čovjekovim slobodama, ograničenja se postavljaju unutar poruka iz evanđelja i nasuprot marksističkom načelu „zajedničkih dobara“  i liberalnih osobnih probitaka koji isključuju solidarnost.